# Дегтярьов Віктор Миколайович
Ві́ктор Микола́йович Дегтярьо́в (Дектярьов) (1966—2019) — майор запасу Збройних сил України, учасник російсько-української війни.

## З життєпису
Народився 1966 року в російському Якутську у родині військових. Військовий шлях розпочався ще у СРСР — морська піхота. З початку 2000-х із родиною жив у Києві, був тренером з китайського рукопашного бою «саньда» у Федерації кунгфу України. На початку 2010-х років став одним із засновників «Спілки морських піхотинців України».
Брав активну участь у подіях Революції гідності. На Майдані очолив групу із представників ветеранської організації морпіхів.
На початку війни організував групу спецпризначення «Купол», вона у складі добровольчого батальйону «Донбас» долучилась до боїв — навіть не встигнувши оформити папери.
Група «Купол» йшла попереду у першому бою «Донбасу» — під час Іловайської операції. 10 серпня «Купол» зіткнувся з російськими військами. Дегтярьов розповідав — завдяки дитинству, проведеному у родині військових, упізнав десантників з російського Ульяновська («колишніх земляків»). В районі села Третяки противник влаштував засідку — група була раптово атакована з двох боків. Загинув Вадим Антонов, прийнявши на себе чергу кулемета. Дегтярьов зазнав поранення — на лівій руці перебило сухожилля, на правій відірвало пальці, поранення в реберну кістку з боку серця.
Після повернення з фронту був радником заступника міністра оборони Петра Мехеда, помічником депутата Київради від «Солідарності» Володимира Левіна. Продовжив займатись тренерством; організував секцію у школі. Заснував благодійний фонд «Купол» для допомоги ветеранам. 2017 року йому дали статус учасника бойових дій, 2019-го — 2 групу інвалідності.
Загинув 22 жовтня 2019 року в місті Києві на вулиці Пушкінській, 34 — внаслідок вибуху ручної гранати. Дегтярьов сидів поруч із місцевим охоронцем, вони спілкувалися, коли граната вибухнула у Віктора в лівій руці. Загинув Михайло Микитин, охоронець офісної будівлі, яка знаходиться поруч, поранення зазнала дівчина, що проходила неподалік.
Похований на Алеї Героїв Лісового кладовища.
Без Віктора лишилися дружина Олександра Дектярьова, доньки 2002 р.н. й 2014 р.н. та син 2005 р.н.

## Нагороди та вшанування
- Указом Президента України № 360/2020 від 27 серпня 2020 року за «особисту мужність і самовіддані дії, виявлені у захисті державного суверенітету та територіальної цілісності України» нагороджений орденом «За мужність» III ступеня (посмертно)[1]